# Гардеробное помещение
Гардеробное помещение  (также: гардеробная комната, гардеробная, вешалка, уборная, одёжная, платейная) — помещение для хранения одежды, платья, обуви.
Наличие таких комнат позволяет существенно сэкономить полезную площадь на шкафах и приносит порядок в хранение вещей. Размещение полочек, крючков и ящиков желательно должно соответствовать порядку вещей.
При необходимости длительного хранения личных вещей, домашней утвари, старой исправной бытовой техники можно использовать альтернативные места хранения: индивидуальные кладовки. В российской действительности это зачастую гаражи, летние дачные домики, антресоли, балконы и лоджии.
В большепролётных промышленных зданиях гардеробные помещения могут располагаться в пристройках, при наличии искусственной вентиляции и в подвальных помещениях.
На предприятиях с «грязным» производственным процессом или по производству ядовитых веществ гардеробы следует разделять на грязную и чистую половины.